# Napoli-Berlino, un taxi nella notte
Napoli-Berlino, un taxi nella notte (Helsinki Napoli All Night Long) è un film del 1987 diretto da Mika Kaurismäki.

## Trama
Alex è un tassista finlandese che lavora a Berlino per mantenere la moglie e i figli, e ha un suocero che si vanta di conoscere importanti esponenti della mafia cittadina. Una notte Alex trova nel suo taxi una borsa piena di soldi, ma anche due cadaveri.